# 莫妮卡·卡利斯
莫妮卡·卡利斯（德語：Monika Kallies，1956年7月31日—），德国女子赛艇运动员。她曾代表东德参加1976年夏季奥林匹克运动会赛艇比赛，获得女子八人单桨有舵手金牌。